# Artibeus watsoni
Artibeus watsoni (Thomas, 1901) è un pipistrello della famiglia dei Fillostomidi diffuso nell'America centrale e meridionale.

## Descrizione

### Dimensioni
Pipistrello di piccole dimensioni, con la lunghezza della testa e del corpo tra 50 e 58 mm, la lunghezza dell'avambraccio tra 35 e 41 mm, la lunghezza del piede tra 8 e 12 mm, la lunghezza delle orecchie tra 14 e 17 mm e un peso fino a 15 g.

### Aspetto
La pelliccia è lunga e lanuginosa. Le parti dorsali variano dal marrone chiaro al bruno-grigiastro, mentre le parti ventrali sono leggermente più chiare. Il muso è corto e largo. La foglia nasale è ben sviluppata e lanceolata. Due strisce chiare sono presenti su ogni lato del viso, la prima si estende dall'angolo esterno della foglia nasale fino a dietro l'orecchio, mentre la seconda parte dall'angolo posteriore della bocca e termina alla base del padiglione auricolare. Il labbro inferiore ha una verruca al centro circondata da altre piccole verruche. Le orecchie sono marroni chiare, talvolta con i bordi marcati di bianco, crema o meno frequentemente di giallo. È privo di coda, mentre l'uropatagio è ridotto ad una sottile membrana lungo la parte interna degli arti inferiori. Il calcar è corto. Il cariotipo è 2n=30 FNa=56.

## Biologia

### Comportamento
Si rifugia in piccoli gruppi in piccole tende ricavate da grandi foglie di alberi come il banano, Anthurium, palme bifide e palmate e Cyclanthaceae. Le foglie vengono tagliate e ripiegate in diversi modi, dipendenti dalla forma e dalle dimensioni della foglia stessa. Sembra che non siano presenti altri tipi di siti oltre a questo.

### Alimentazione
Si nutre di frutta, inclusa quella di piante del genere Cecropia.

### Riproduzione
Sono presenti due periodi riproduttivi. Femmine gravide sono state catturate in Colombia durante i mesi di novembre e gennaio.

## Distribuzione e habitat
Questa specie è diffusa nello stato messicano meridionale Veracruz, attraverso il Guatemala settentrionale, Belize, Honduras settentrionale e orientale, Nicaragua orientale, Costa Rica, Panama, fino alla Colombia e Ecuador occidentali. Probabilmente è presente anche in Perù.
Vive nelle foreste di pianura sempreverdi e semi-decidue, foreste secondarie e piantagioni di alberi da frutto fino a 1.500 metri di altitudine.

## Conservazione
La IUCN Red List, considerato il vasto areale, la popolazione presumibilmente numerosa, la presenza in diverse aree protette e la tolleranza alle modifiche ambientali, classifica A.watsoni come specie a rischio minimo (Least Concern)).